# Declaració sobre la Restauració de la Independència de la República de Letònia

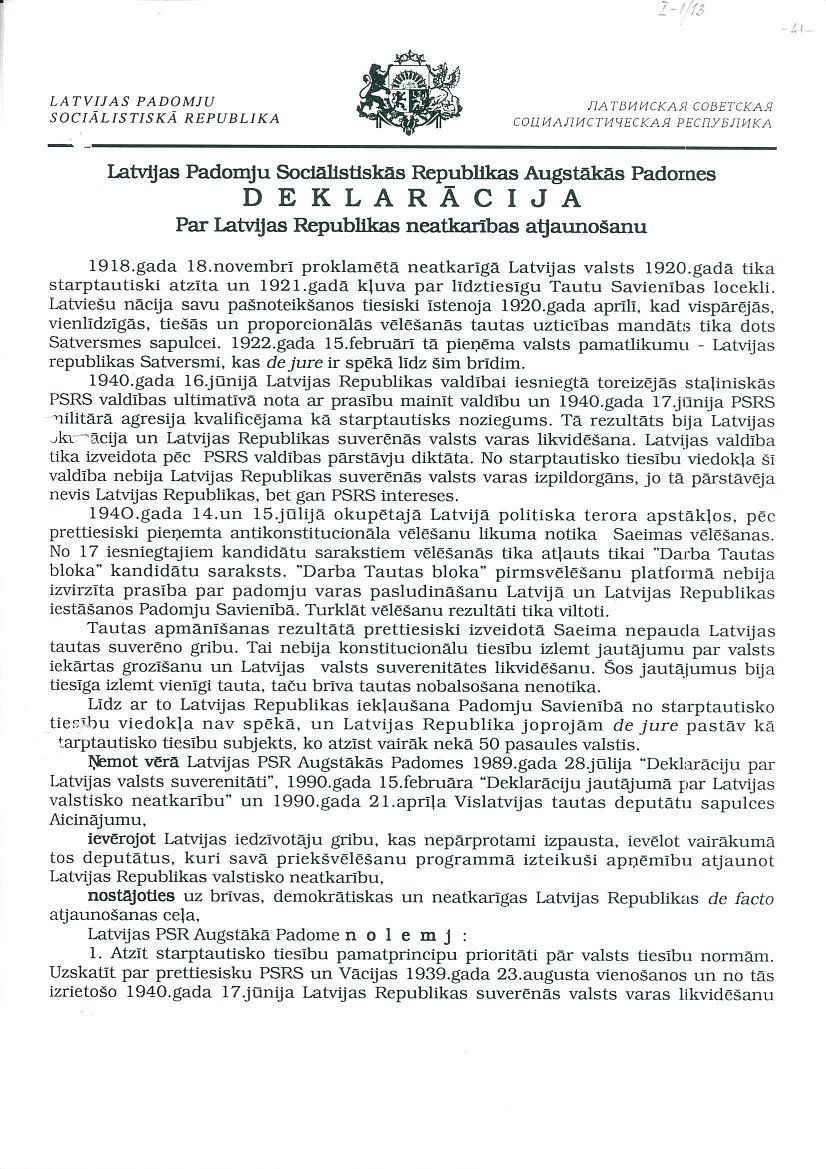
Declaració de la restauració de la independència de la República de Letònia

La Declaració sobre la Restauració de la Independència de la República de Letònia (en letó:Deklarācija Par Latvijas Republikas neatkarības atjaunošanu va ser adoptada el 4 de maig de 1990, pel Consell Suprem de la República de Letònia. La Declaració afirma que, encara que Letònia tenia de facto perduda la seva independència el 1940, quan va ser annexada per la Unió Soviètica, el país existia encara de iure com a país sobirà, ja que l'annexió havia estat inconstitucional i contra la voluntat del poble de Letònia. Per tant, es resol que el Pacte Molotov-Ribbentrop i l'Ocupació soviètica de Letònia el 1940 eren il·legals, i va anul·lar la declaració sobre l'adhesió de Letònia a la Unió Soviètica, del 21 de juliol de 1940, es va instituir la Constitució de Letònia de 1922, que va ser, tot seguit, parcialment suspesa, i va establir un període de transició a la «supeditació de facto» per a la independència, el que donaria fi a la primera sessió del Saeima. A més a més, estableix que durant el període transitori de la Constitució de les lleis de la República Socialista Soviètica de Letònia, continuaran sent d'aplicació sempre que no contradiguin els articles 1, 2, 3 i 6 de la Constitució de Letònia, que es veu reforçada per la declaració. Es va disposar una comissió per elaborar una nova edició de la Constitució de Letònia que havia de ser creada. Es van concedir els drets socials, econòmics, culturals i polítics dels ciutadans i residents de Letònia, de conformitat amb les normes internacionals de drets humans. La declaració també afirma que Letònia formaria la seva relació amb la Unió Soviètica sobre la base del Tractat de Riga (1920), en la que la Unió Soviètica havia reconegut la independència de Letònia com inviolable «per a tots els temps futurs». El 4 de maig és un dia de festa nacional a Letònia.

## Adopció

Escut de Letònia

El Consell Suprem va ser escollit el 18 de març de 1990; era la primera elecció a la Letònia soviètica en què es va permetre la participació de diferents parts polítiques. Van ser elegits 201 diputats. Es va adoptar la Declaració del 4 de maig de 1990, en una votació oberta, on es necessitava una majoria de dos terços -132 vots-, 138 diputats van votar a favor de l'adopció de la declaració, hi va haver 1 vot d'abstenció, mentre que d'altres no van voler participar en la votació i, per tant, no hi va haver vots en contra de la declaració.